# 尤多拉鎮區 (堪薩斯州道格拉斯縣)
尤多拉鎮區（英語：Eudora Township）為美國堪薩斯州道格拉斯縣轄下的鎮區。2010年美国人口普查中此鎮區人口有7,441人。

## 地理
尤多拉鎮區涵蓋總面積為129.7平方（50.08平方英里），其中陸地面積為126.9平方（49.00平方英里），水域面積為2.8平方（1.08平方英里）或2.16%。海拔高度265（869英尺）。

## 人口統計
根據2010年美國人口普查，尤多拉鎮區人口有7,441人，其中男性有3,698人，女性有3,743人，人口密度為每平方公里57.39人，住房計2,811戶。鎮區內的白人有6,961人，非裔美國人有52人，美洲原住民有111人，亞裔美國人有63人，太平洋島裔美國人有3人，其他種族有57人，混血種族則有194人。此外鎮區內有300人為西班牙裔或拉丁裔美國人。此鎮區之年齡中位數為33.5歲，而男性年齡中位數為32.7歲，女性年齡中位數為34.3歲。

## 交通

### 主要公路
- 10號堪薩斯州州道